# Vibration
En vibration er en svingende bevægelse af et massivt legeme, beskrevet ved forskydning, hastighed eller acceleration med udgangspunkt i et givent referencepunkt.